# Rectorado de la Universidad Nacional de La Plata
El edificio de la Presidencia de la Universidad Nacional de La Plata (más conocido como Rectorado de la Universidad Nacional de la Plata) es la sede administrativa de la Universidad Nacional de La Plata (UNLP) desde su fundación en 1905. Funciona en el centro de La Plata y junto al Edificio Tres Facultades, en una construcción que antes fue Banco Hipotecario de la Provincia de Buenos Aires.

## Historia

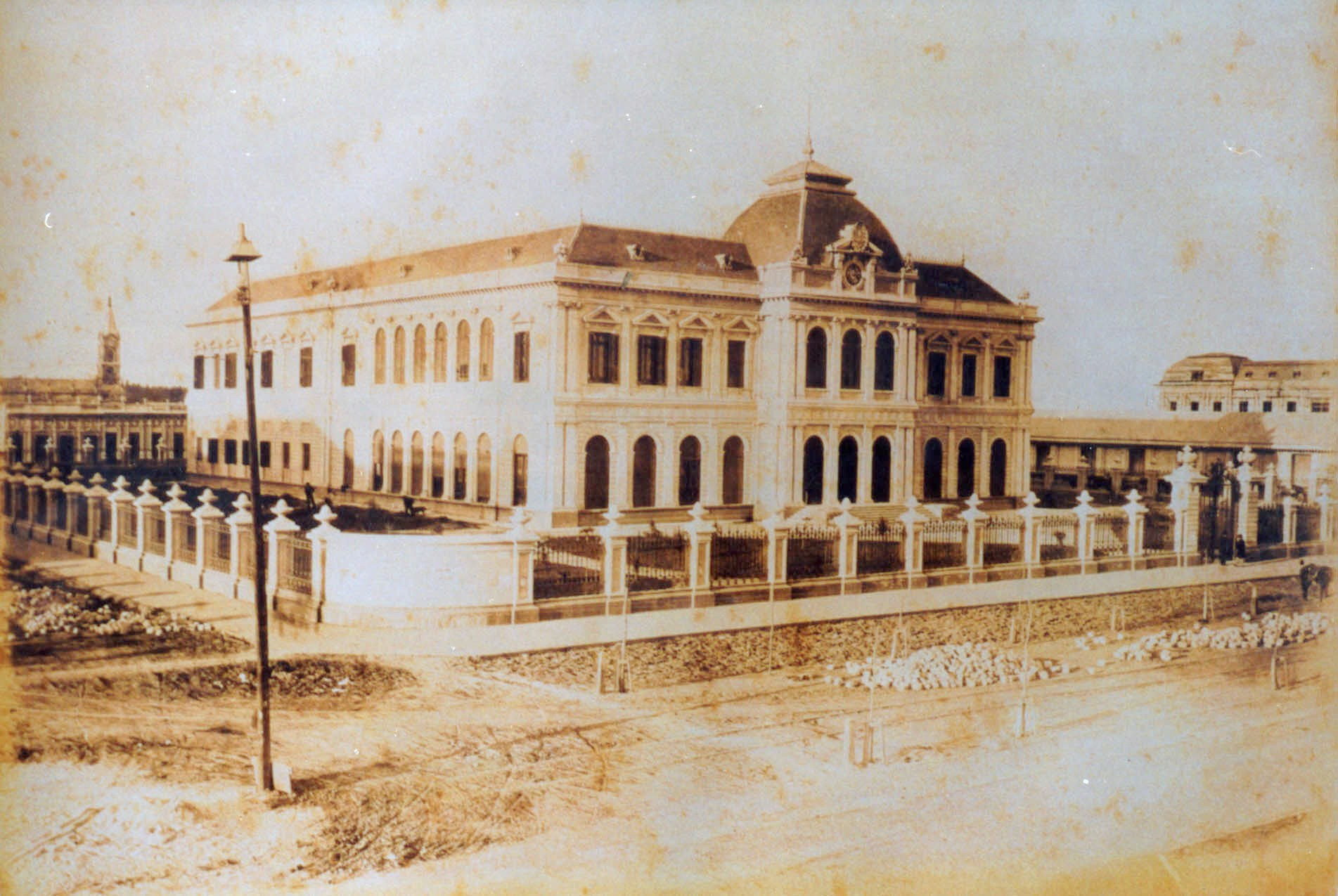
El edificio hacia 1884, cuando fue inaugurado como Banco Hipotecario de la Provincia y la ciudad recién nacía.

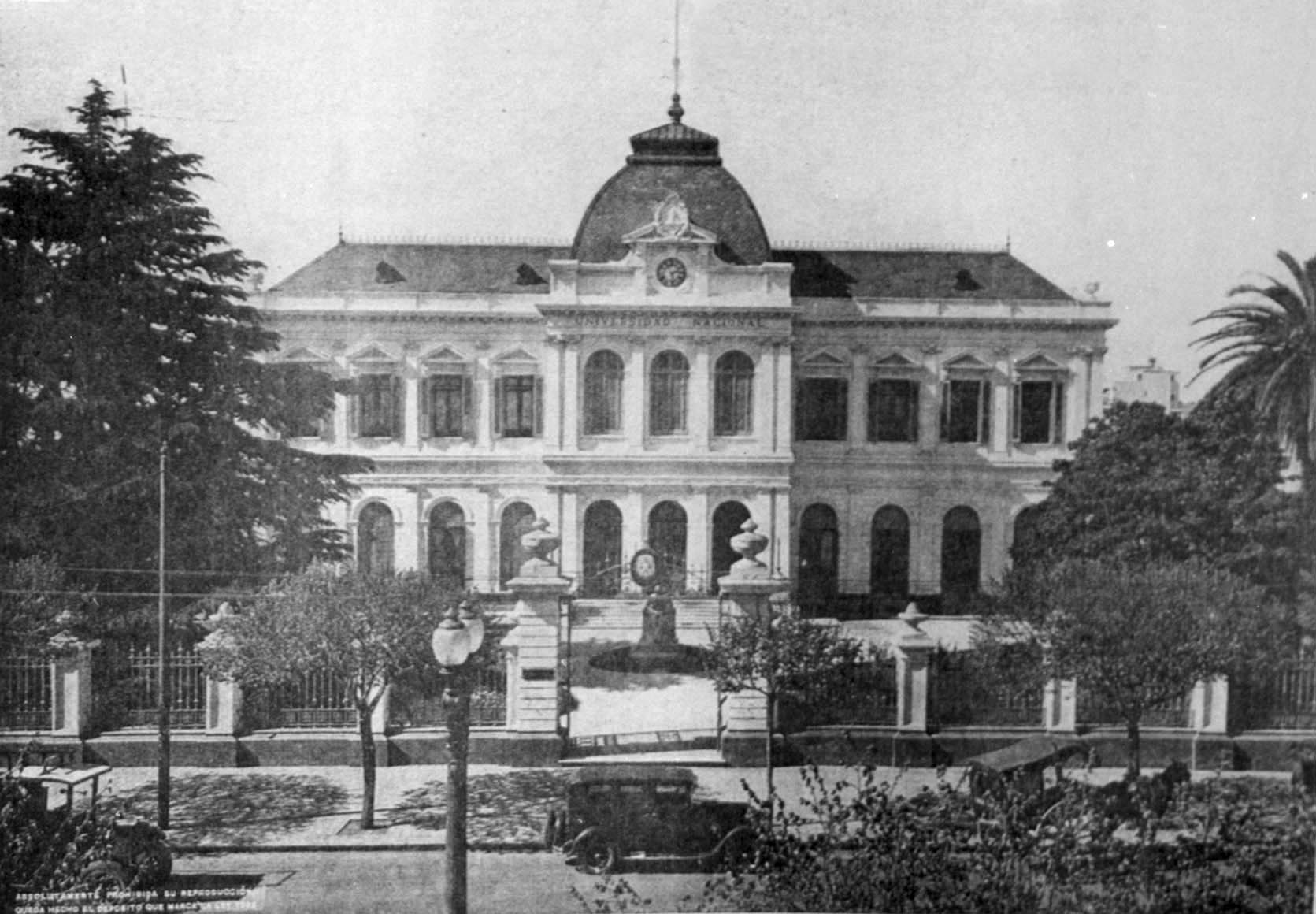
Fachada del Rectorado hacia 1920

En 1882 se crea la ciudad de La Plata, destinada a ser la capital de la Provincia de Buenos Aires luego de la Federalización de Buenos Aires ocurrida en 1880. El asentamiento fue planificado por el ingeniero Pedro Benoit, e inmediatamente comenzó el diseño y construcción de los principales edificios: la Gobernación, la Municipalidad, la Catedral, los Tribunales, varios bancos, etc. en una década caracterizada por la especulación y la properidad financiera que terminaría con la crisis de 1890.
El eje transversal de la Avenida 7 quedó consolidado por la instalación de la “zona bancaria”: a los Bancos Hipotecario Provincial (ubicado en 7 entre 47 y 48) y de la Provincia de Buenos Aires (7 entre 46 y 47) proyectados ambos por Buschiazzo y Viglione en 1883, se sumaron la Bolsa de Comercio (6 entre 45 y 46) proyectada por Waldorp en 1885, luego el Banco Nación (primero en 47, y desde 1917 en 7 y 48), el Banco Hipotecario Nacional (activo desde 1886, aunque su sede actual de 7 y 49 data de la década de 1920) y el Banco de Italia y Río de la Plata (instalado en 1888 en 7 y 48).
En esos primeros años fundacionales, entonces, se encargó al arquitecto italiano Giovanni Antonio Buschiazzo el proyecto para Banco Hipotecario de la Provincia, que hasta ese momento funcionaba en el edificio de Buenos Aires donde hoy está el Banco Central de la República. El ingeniero Luigi Viglione colaboró con su compatriota, y entre 1882 y 1884 fue construido el edificio, adonde fue rápidamente trasladada la colección del Perito Moreno que luego formaría el mundialmente famoso Museo de La Plata, cuyo edificio sería terminado recién en 1889. En 1890, la crisis llevaba a la quiebra al Banco Hipotecario Provincial, y la Provincia se quedaba con la propiedad del edificio en La Plata.

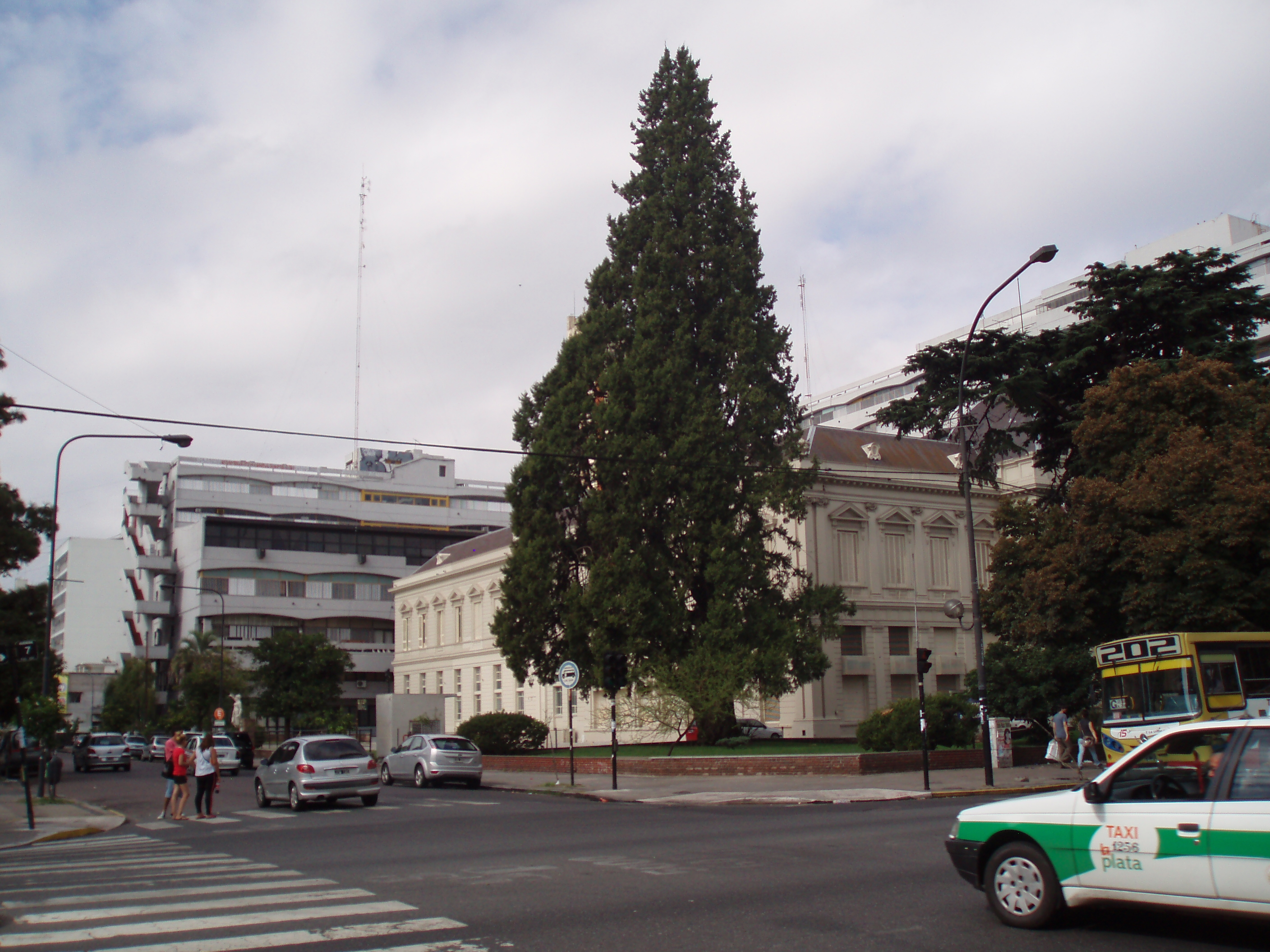
Desde los años '70, el Edificio Tres Facultades ocupa los antiguos jardines del Rectorado.

La Universidad de La Plata fue un proyecto de avance lento, hasta que quedó inaugurada públicamente en 18 de abril de 1897, con tres facultades -Derecho, Fisicomatemáticas y Química- y una Escuela de Parteras y en condiciones precarias por falta de recursos materiales y elementos para la enseñanza. Luego de la Nacionalización de 1905, el 17 de marzo de 1906 asumía como primer Presidente de la historia de la Universidad Nacional de La Plata el Dr. Joaquín V. González, y a partir de entonces comenzó su sostenido crecimiento. Con la incorporación de varios institutos y la creación de nuevas Escuelas Superiores y Facultades, la Universidad Nacional de La Plata cobró forma y prestigio como una de las más avanzadas dentro y fuera del país.
En ese momento fundacional de la UNLP, con un convenio entre el Gobierno Nacional y el Provincial establecía la cesión a la Nación del Museo, el Observatorio Astronómico, la Facultad de Astronomía y Veterinaria, la Escuela Práctica de Santa Catalina, el Instituto de Artes y Oficios, el terreno donde luego fue edificado el Colegio Nacional, la Escuela Normal, el edificio del Banco Hipotecario, un lote de terreno sobre Plaza Rocha (la actual Biblioteca de la Universidad), y una serie de quintas y chacras.
En 1969, durante la dictadura de la Revolución Argentina, el intervenido Rectorado de la UNLP diseñó un Plan de Desarrollo Físico que buscaba organizar los edificios de las facultades, y suponía no solo la construcción de un monumental edificio de aulas sino además la demolición del antiguo Rectorado. Aunque el Edificio Tres Facultades nunca fue terminado, y el Rectorado se salvó de desaparecer, se llegó a concluir una parte en forma de L que ocupa los jardines del antiguo edificio del Banco Hipotecario.
En 2008, como parte del Plan de Obras de la Universidad, el edificio del Rectorado fue restaurado, se realizó un nuevo sistema eléctrico, se adecuó para el acceso de personas discapacitadas y se recuperaron espacios y fachadas deteriorados durante los 120 años de uso.

## Arquitectura

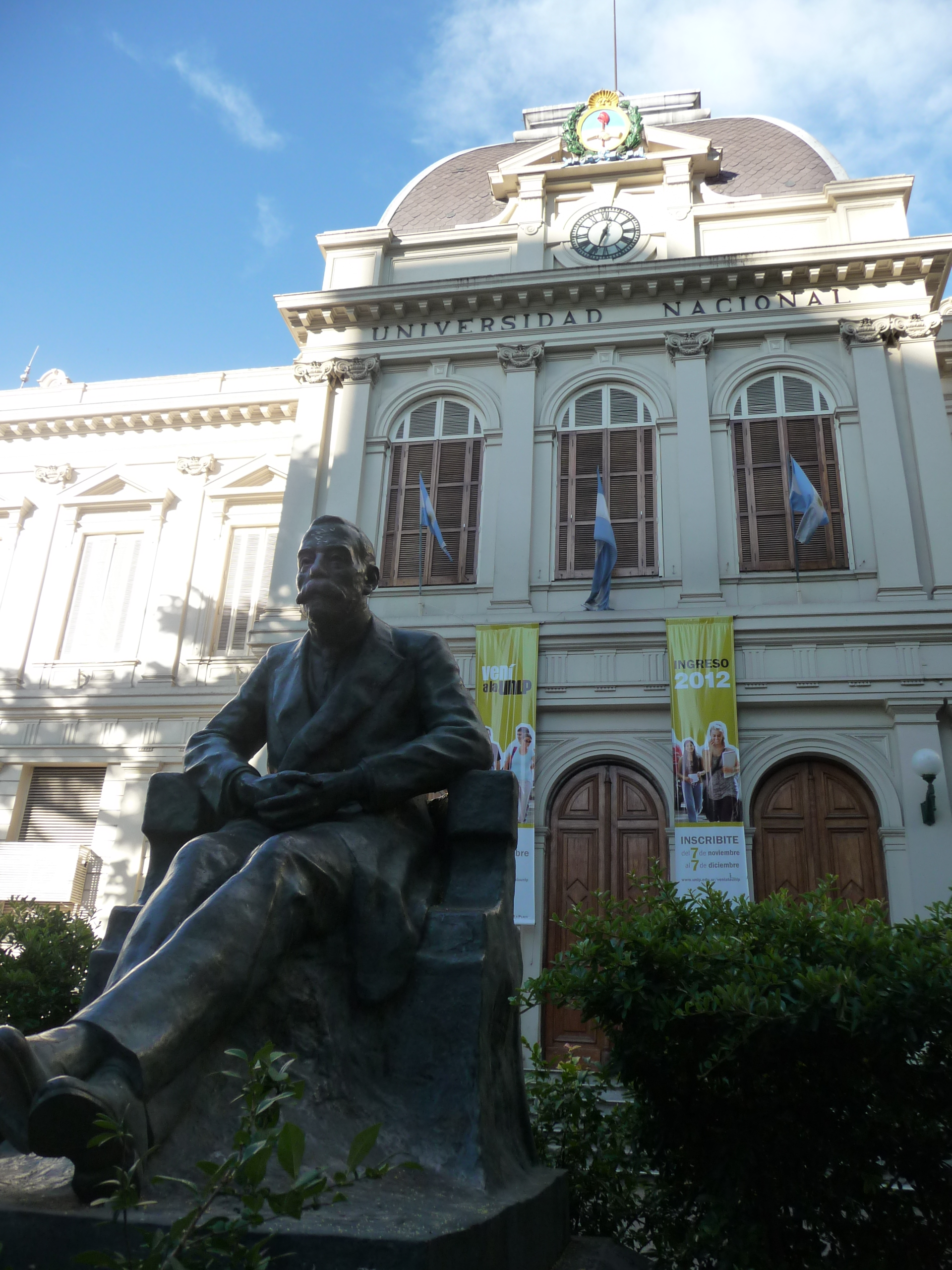
Estatua de Joaquín V. González en la escalinata.

El edificio del Rectorado de la Universidad presenta líneas sobrias, con algunos elementos del renacimiento francés, y sus dependencias están dispuestas cuadrando dos grandes patios interiores. La fachada principal es simétrica, y una escalinata central conduce a las puertas principales, marcadas en lo alto por un reloj y un conjunto de esculturas. Una mansarda a la francesa corona al edificio, y una cúpula con aguja remata la entrada. Frente al acceso principal se encuentra la imagen de Joaquín V. González realizado en bronce por Hernán Cullen, en 1930.
El reloj que corona la entrada al edificio comenzó a marcar la hora en 1895, hasta que un desperfecto mecánico lo mantuvo sin funcionar a fines del siglo XX. En 2010, el relojero Javier Ahumada logró componerlo y que volviera a dar la hora.
En 2012, se techó el patio interno del edificio con una cubierta trasparente de policarbonato y aluminio que permite generar un espacio cerrado. La estructura liviana está compuesta por 7 módulos desplazables que coinciden con las columnas del edificio, para garantizar la estética de la obra. Esto permite seguir contando con un espacio de luz natural y ventilado. A través de un sistema de automatización con control a distancia, se logra el desplazamiento de los módulos hacia los laterales y esto permite volver a liberar el patio de la cubierta tipo telescópica. Al mismo tiempo, se modificó el estacionamiento del edificio, criticado por ocupar el espacio de los antiguos jardines del Rectorado, haciendo desaparecer un espacio verde.